# Förnyelseväckelsen
Förnyelseväckelsen (”Latter rain”) var en kortvarig men kraftig period av förnyelse inom pingstväckelsen i början av 1950-talet. Inflytelserika förkunnare var Birger Claesson, Algot Niklasson och Ragnar Ljungquist.
Det hölls stora förbönsmöten för Sverige bland pingstförsamlingarna under förnyelseväckelsen när folk inom den oroade sig för en sovjetisk invasion av Sverige.
Många av de pingstvänner som upplevde förnyelseväckelsen berördes senare även av den på 1960-talet uppflammande Maranataväckelsen.